# Лубня (Закарпатская область)
Лу́бня (укр. Лубня, венг. Kiesvölgy) — село в Ставненской сельской общине Ужгородского района Закарпатской области Украины.
Расположено в 42 км от Великого Берёзного, на границе с Польшей, в 7 км от железнодорожной станции Ставное.

## История
Лубня упоминается в документах 1631 года. По народному преданию, название села происходит от того, что первые поселенцы здесь изготавливали луб (обвод) для решет. Принадлежало село Ужгородской казённой доминии. Его жители в большинстве пасли скот и работали на лесных работах.
С 1999 года в этой местности был создан Ужанский национальный природный парк, который является частью польско-словацко-украинского Международного биосферного заповедника «Восточные Карпаты». Уже несколько лет подряд ведутся переговоры об открытии международного вело-пешего пункта пересечения границы Лубня — uk:Волосате, что даст дополнительный толчок для развития экотуризма в регионе.